# Ed Setrakian
Ed Setrakian, né le 1er octobre 1928 à Anawalt, est un acteur américain. Il est aussi scénariste et metteur en scène pour le théâtre.

## Biographie
En 1953, Setrakian fréquente l'Actors Studio de New York. Il entame sa carrière sur la scène du LaMama Theater avant de jouer à Broadway. Plus tard, l'acteur obtient quelques rôles au cinéma : il apparaît furtivement dans Les Trois Jours du Condor en 1975, puis s'impose face à Peter Falk dans Cookie en 1989. Pendant les années 2000, il rejoint la distribution de Zodiac réalisé par David Fincher. Ed Setrakian tient également de nombreux rôles à la télévision, notamment dans Les Soprano et dans Person of Interest.
Par ailleurs, Setrakian est marié à l'actrice Kathryn Grant.

## Filmographie

### Acteur

#### Au cinéma
- Longs métrages
  - 1971 : The Pursuit of Happiness de Robert Mulligan : Un policier
  - 1975 : Les Trois Jours du Condor (Three Days of the Condor) de  Sydney Pollack : Un client
  - 1976 : Dragonfly  de Gilbert Cates : Un entrepreneur
  - 1976 : The Next Man de Richard C. Sarafian : Un reporter
  - 1984 : Le Pape de Greenwich Village (The Pope of Greenwich Village) de Stuart Rosenberg : Le premier inspecteur
  - 1987 : Les vrais durs ne dansent pas (Tough Guys Don't Dance) de Norman Mailer : L'avocat
  - 1989 : Cookie de Susan Seidelman : Charles Leeds
  - 1989 : Harry Plotnick seul contre tous (The Plot Against Harry) de Michael Roemer : Vitale
  - 1990 : Un homme respectable (Men of Respect) de William Reilly : Le docteur Edwards
  - 1991 : La Manière forte (The Hard Way) de John Badham : Le chef des voyous
  - 2000 : Astoria de Nick Efteriades : Demos
  - 2005 : The Great New Wonderful de Danny Leiner : Henry Hillerman
  - 2007 : Zodiac de David Fincher : Al Hyman
  - 2009 : Under New Management de Joe Otting : Monseigneur Paulie Bono
  - 2009 : Tickling Leo de Jeremy Davidson : Oscar Szoras
  - 2011 : Wilde Salome d'Al Pacino : Le leader juif
  - 2012 : Blue Collar Boys  de Mark Nistico : Gene

#### À la télévision
- Séries télévisées
  - 1980 : Ryan's Hope, épisode du 2 juillet 1980 : Le marshal
  - 1981 : As the World Turns , épisode du 14 mai 1981 : Le docteur Hofstedder
  - 1989 : Vendredi 13 (Friday the 13th:The Series), épisode « Bad Penny » (3-6) : Gorman
  - 1990 : Wish You Were Here, épisode « Balkans: Grandpa's Village » (1-6) : Le capitaine
  - 1990 – 1997 : New York, police judiciaire (Law and Order), 3 épisodes : Divers rôles
  - 2004 : New York, section criminelle (Law and Order: Criminal Intent), épisode « Dangereuse Education (Shrink-Wrapped) » (3-15) : Le juge Ross
  - 2004 : Les Soprano (The Sopranos), épisode « Cherche Johnny désespérément (Where's Johnny ?) » (5-3) : Tommy
  - 2012 : Person of Interest, 2 épisodes : Grifoni
  - 2015 : Master of None, épisode « Old People » (saison 1 épisode 8) : Hampton
- Téléfilms
  - 1987 : Night Rose: Akhbar's Daughter de John Harrison : M. Akhbar
  - 1992 : Against Her Will: An Incident in Baltimore de Delbert Mann